# Walter Paget
Walter Stanley Paget (n. 1863; d. 1935) a fost un ilustrator britanic. Pentru activitatea sa, el a fost onorat cu Medalia de Aur a Academiei Regale de Arte.
Walter Paget era cel mai tânăr dintre cei trei frați Paget (Henry, Sidney și Walter) și a ilustrat cărți și reviste la sfârșitul secolului al XIX-lea și începutul secolului al XX-lea. El semna, de obicei, „Wal Paget“. El a lucrat printre altele pentru revistele The Sphere (în timpul Războaielor Burilor), Illustrated London News, The Strand Magazine.
Walter Paget și-a câștigat renume ca ilustrator de carte, deși el este menționat ca cel mai talentat din cei trei frați. Desenele sale pot fi găsite în cărțile lui Robert Louis Stevenson (în Comoara din insulă din 1899), Henry Rider Haggard (Minele regelui Solomon din 1895) și mai ales în mai multe ediții în limbă străină ale cărții Robinson Crusoe de Daniel Defoe. După moartea lui Sidney Paget, Walter Paget a ilustrat povestirea cu Sherlock Holmes "Detectivul muribund" de Conan Doyle (apărută în Strand Magazine din decembrie 1913).
Din activitatea sa ca ilustrator de cărți a apărut o confuzie cu fratele lui, Sidney Paget. Redactorul șef al revistei Strand Magazine, Sir George Newnes, a vrut ca Walter Paget să ilustreze șase povestiri cu Sherlock Holmes ale lui Conan Doyle. Din moment ce el era încă necunoscut în acest moment, fratele său Sidney Paget a primit scrisoarea cu comanda și a executat-o el.